# Старий Ґолембін
Старий Ґолембін (пол. Stary Gołębin, нім. Alt Golembin) — село в Польщі, у гміні Чемпінь Косцянського повіту Великопольського воєводства.
Населення — 650 осіб (2011).

## Демографія
Демографічна структура станом на 31 березня 2011 року:
|          | Загалом | Допрацездатний вік | Працездатний вік | Постпрацездатний вік |
| -------- | ------- | ------------------ | ---------------- | -------------------- |
| Чоловіки | 331     | 71                 | 239              | 21                   |
| Жінки    | 319     | 51                 | 189              | 79                   |
| Разом    | 650     | 122                | 428              | 100                  |